# Dentimargo aureocinctus
Dentimargo aureocinctus är en snäckart som först beskrevs av Robert Edwards Carter Stearns 1872.  Dentimargo aureocinctus ingår i släktet Dentimargo och familjen Marginellidae. Inga underarter finns listade i Catalogue of Life.